# Ginetta Sagan
Ginetta Sagan (ur. 1 czerwca 1925, zm. 1 września 2000) – amerykańska działaczka na rzecz praw człowieka pochodzenia włoskiego.

## Życiorys
Ginetta Sagan urodziła się 1 czerwca 1925 roku w Mediolanie we Włoszech. Jej ojciec był katolikiem, a matka Żydówką. Podczas II wojny światowej, w 1945 roku została aresztowana przez Czarne Brygady. W więzieniu była bita, gwałcona i torturowana. Została uwolniona przez niemieckich strażników. W 1951 roku wyemigrowała do Stanów Zjednoczonych, gdzie poślubiła studenta medycyny Leonarda A. Sagana. Współpracowała z organizacją Amnesty International. Za swoją działalność została odznaczona Orderem Zasługi Republiki Włoskiej. W 1994 roku ustanowiono nagrodę imienia Ginetty Sagan W 1996 roku prezydent Bill Clinton nadał Sagan Medal Wolności. Jej mąż zmarł w 1997 roku, ona zmarła 1 września 2000 roku.